# Adelboden
Adelboden is een gemeente in het district Frutigen-Niedersimmental van het Zwitserse Kanton Bern. De gemeente telt 3.472 inwoners.
In Adelboden worden met regelmaat grote skiwedstrijden georganiseerd, zoals World Cup wedstrijden.

## Galerij

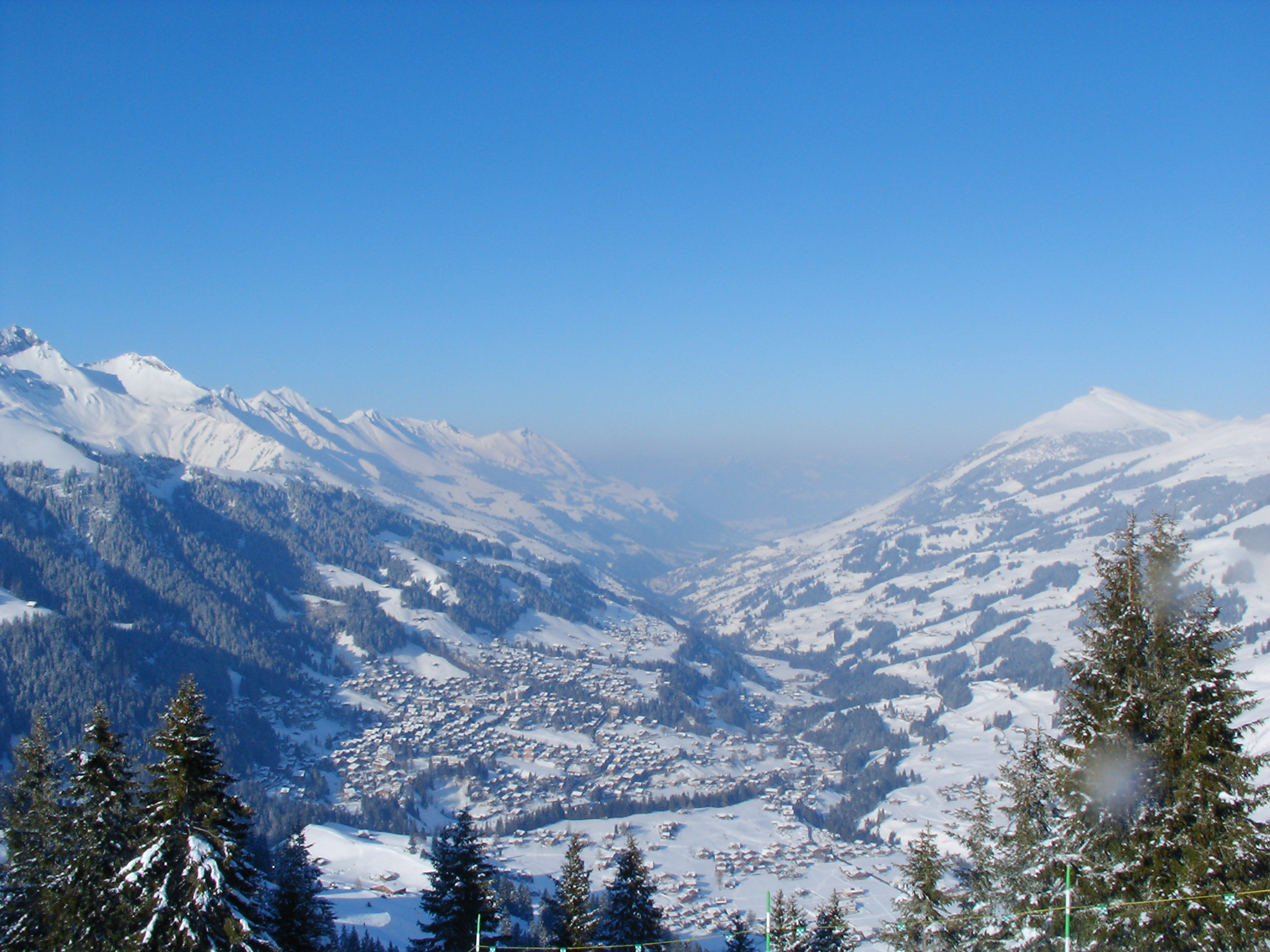
Adelboden in de winter
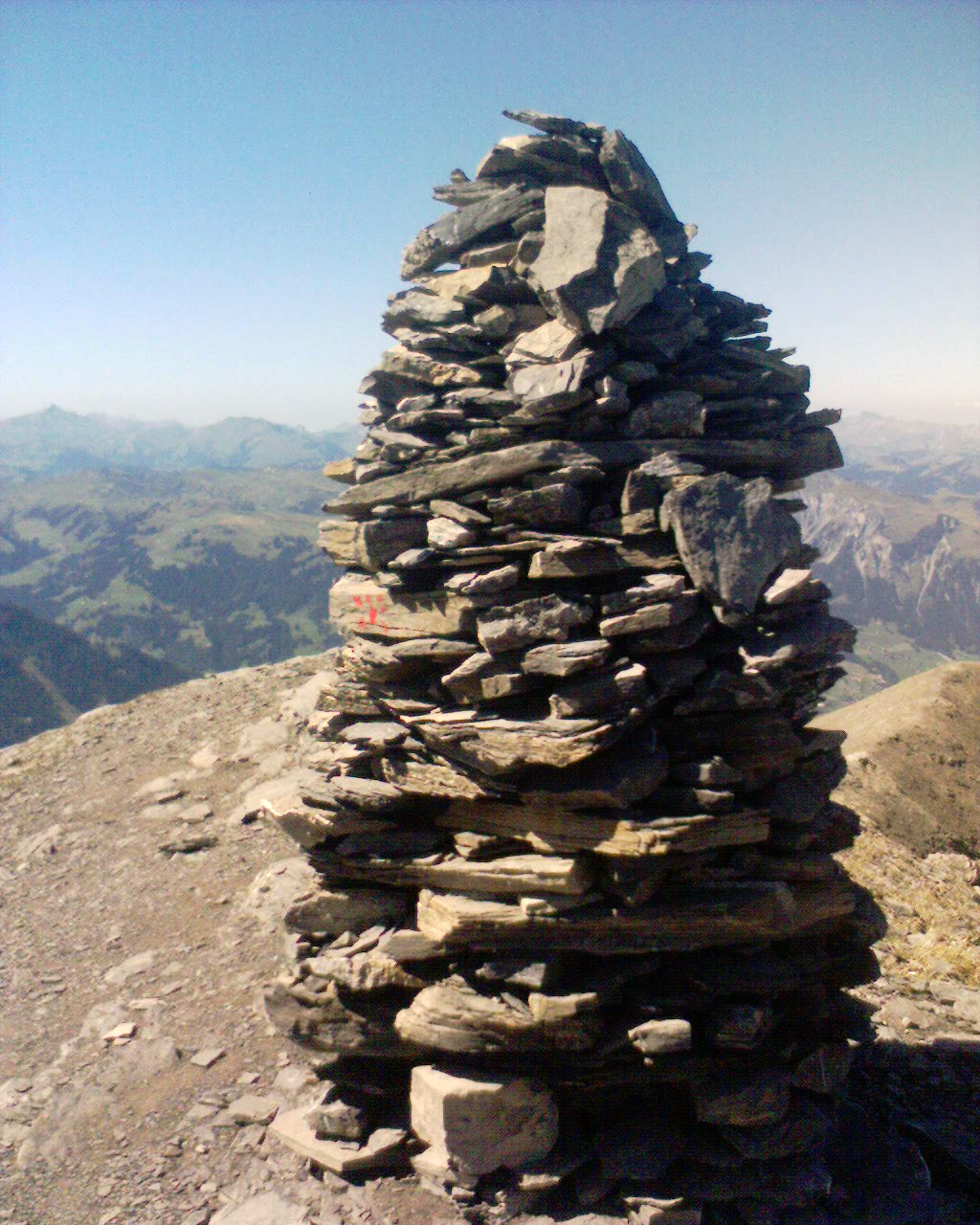
Steinmännchen op de Ammertenspitze
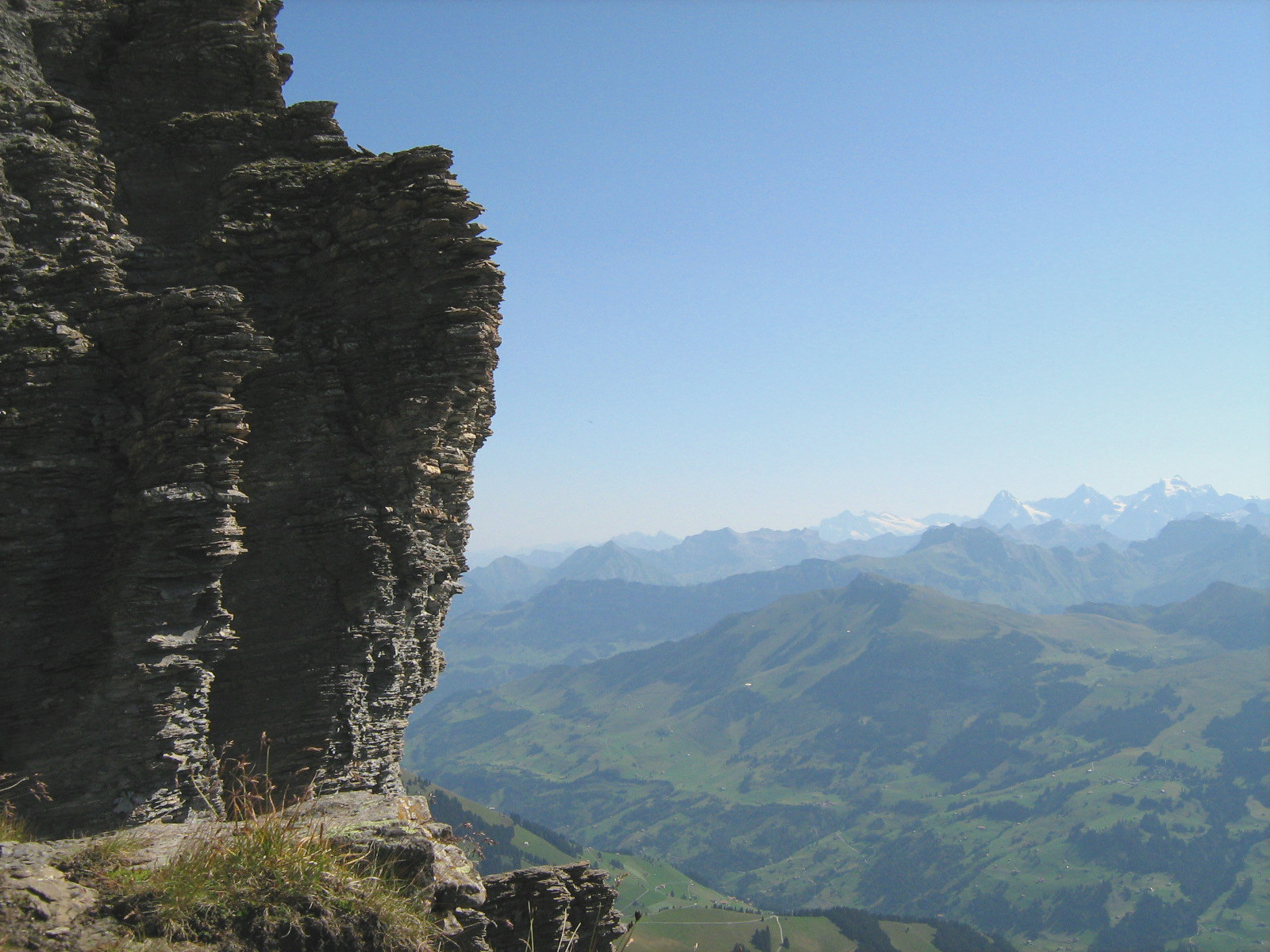
Uitzicht tijdens de klim naar de top van de Gsür
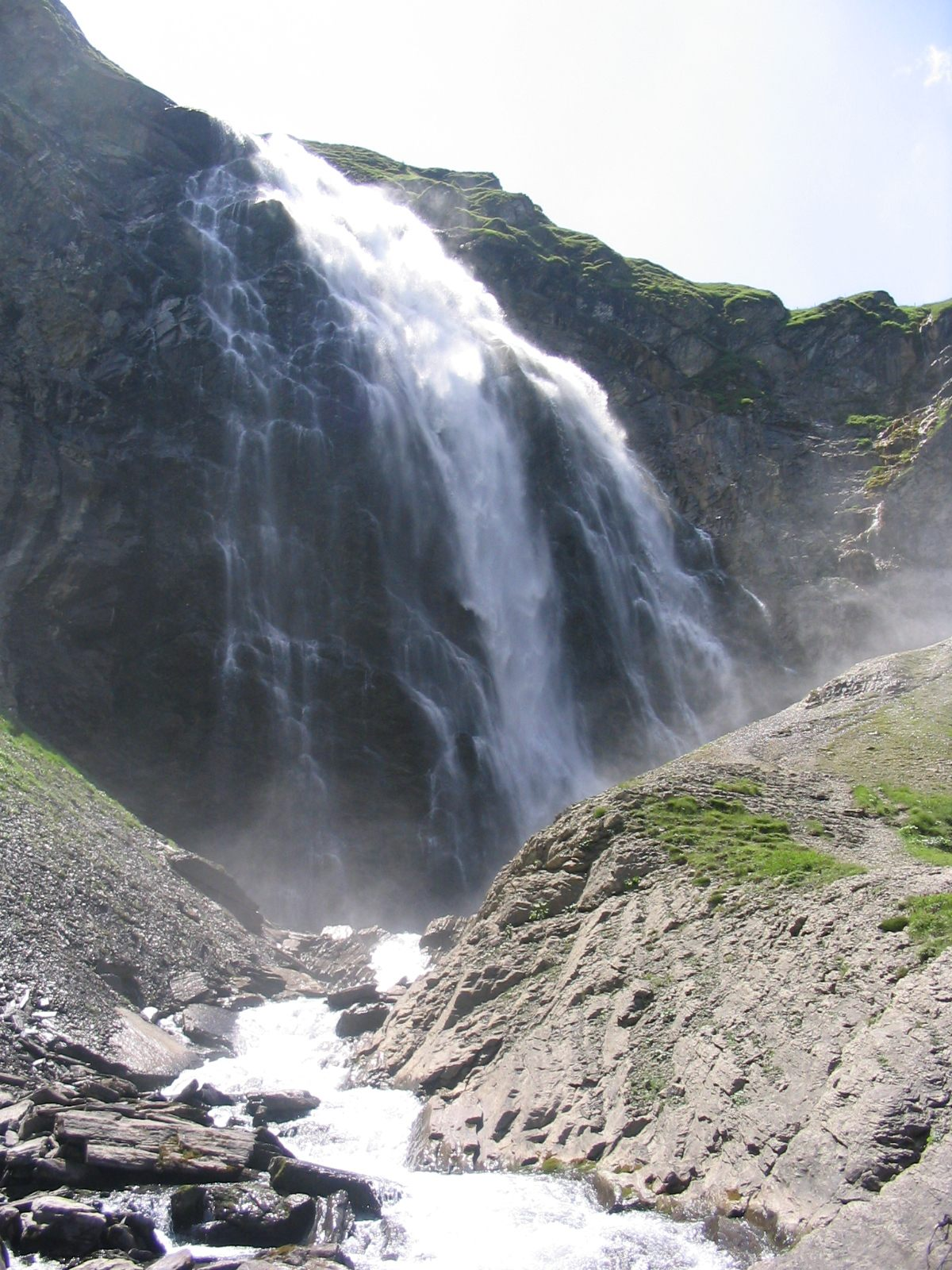
Waterval vanaf de Engstligenalp